# Nyssodrysina polyspila
Nyssodrysina polyspila är en skalbaggsart som först beskrevs av White 1855. Nyssodrysina polyspila ingår i släktet Nyssodrysina och familjen långhorningar.
Artens utbredningsområde är:
- Guatemala.
- Honduras.
- Panama.

Inga underarter finns listade i Catalogue of Life.